# Rugby-League-Weltmeisterschaft 2008
Die 13. Rugby-League-Weltmeisterschaft fand 2008 in Australien statt. Im Finale gewann Neuseeland 34:20 gegen Australien und gewann damit die WM zum ersten Mal.

## Austragungsorte
| Stadt       | Stadion                 | Kapazität |
| ----------- | ----------------------- | --------- |
| Melbourne   | Docklands Stadium       | 56.347    |
| Brisbane    | Suncorp Stadium         | 52.500    |
| Sydney      | Sydney Football Stadium | 45.500    |
| Gold Coast  | Robina Stadium          | 27.400    |
| Townsville  | Willows Sports Complex  | 26.500    |
| Newcastle   | Hunter Stadium          | 26.126    |
| Canberra    | Canberra Stadium        | 25.011    |
| Wollongong  | Wollongong Showground   | 23.750    |
| Sydney      | Parramatta Stadium      | 21.500    |
| Sydney      | Penrith Stadium         | 21.000    |
| Gosford     | Central Coast Stadium   | 20.059    |
| Rockhampton | Browne Park             | 8.000     |

## Vorrunde

### Gruppe A
|    | Land            | Spiele | Siege | Unent. | Ndlg. | Spiel- punkte | Diff. | Tabellen- punkte |
| -- | --------------- | ------ | ----- | ------ | ----- | ------------- | ----- | ---------------- |
| 1. | Australien      | 3      | 3     | 0      | 0     | 128:16        | + 112 | 6                |
| 2. | Neuseeland      | 3      | 2     | 0      | 1     | 90:60         | + 30  | 4                |
| 3. | England         | 3      | 1     | 0      | 2     | 60:110        | - 50  | 2                |
| 4. | Papua-Neuguinea | 3      | 0     | 0      | 3     | 3:126         | - 92  | 0                |

| 25. Oktober | England | 32 : 22 | Papua-Neuguinea | Willows Sports Complex, Townsville |
| 25. Oktober |         |         |                 | Willows Sports Complex, Townsville |

| 26. Oktober | Australien | 30 : 6 | Neuseeland | Sydney Football Stadium, Sydney |
| 26. Oktober |            |        |            | Sydney Football Stadium, Sydney |

| 1. November | Neuseeland | 48 : 6 | Papua-Neuguinea | Robina Stadium, Gold Coast |
| 1. November |            |        |                 | Robina Stadium, Gold Coast |

| 2. November | Australien | 52 : 4 | England | Docklands Stadium, Melbourne |
| 2. November |            |        |         | Docklands Stadium, Melbourne |

| 8. November | England | 24 : 36 | Neuseeland | Hunter Stadium, Newcastle |
| 8. November |         |         |            | Hunter Stadium, Newcastle |

| 9. November | Australien | 46 : 6 | Papua-Neuguinea | Willows Sports Complex, Townsville |
| 9. November |            |        |                 | Willows Sports Complex, Townsville |

### Gruppe B
|    | Land       | Spiele | Siege | Unent. | Ndlg. | Spiel- punkte | Diff. | Tabellen- punkte |
| -- | ---------- | ------ | ----- | ------ | ----- | ------------- | ----- | ---------------- |
| 1. | Fidschi    | 2      | 1     | 0      | 1     | 58:24         | + 34  | 2                |
| 2. | Schottland | 2      | 1     | 0      | 1     | 36:50         | - 16  | 2                |
| 3. | Frankreich | 2      | 1     | 0      | 1     | 42:60         | - 18  | 2                |

| 26. Oktober | Frankreich | 36 : 18 | Schottland | Canberra Stadium, Canberra |
| 26. Oktober |            |         |            | Canberra Stadium, Canberra |

| 1. November | Fidschi | 42 : 6 | Frankreich | Wollongong Showground, Wollongong |
| 1. November |         |        |            | Wollongong Showground, Wollongong |

| 5. November | Schottland | 18 : 16 | Fidschi | Central Coast Stadium, Gosford |
| 5. November |            |         |         | Central Coast Stadium, Gosford |

### Gruppe C
|    | Land   | Spiele | Siege | Unent. | Ndlg. | Spiel- punkte | Diff. | Tabellen- punkte |
| -- | ------ | ------ | ----- | ------ | ----- | ------------- | ----- | ---------------- |
| 1. | Irland | 2      | 1     | 0      | 1     | 54:38         | + 16  | 2                |
| 2. | Tonga  | 2      | 1     | 0      | 1     | 34:40         | - 6   | 2                |
| 3. | Samoa  | 2      | 1     | 0      | 1     | 36:46         | - 10  | 2                |

| 27. Oktober | Tonga | 22 : 20 | Irland | Parramatta Stadium, Sydney |
| 27. Oktober |       |         |        | Parramatta Stadium, Sydney |

| 31. Oktober | Samoa | 20 : 12 | Tonga | Penrith Stadium, Sydney |
| 31. Oktober |       |         |       | Penrith Stadium, Sydney |

| 5. November | Irland | 34 : 16 | Samoa | Parramatta Stadium, Sydney |
| 5. November |        |         |       | Parramatta Stadium, Sydney |

## Finalrunde
|  | Halbfinale | Halbfinale | Halbfinale |  |  | Finale | Finale     | Finale |
|  |            |            |            |  |  |        |            |        |
|  |            |            |            |  |  |        |            |        |
|  | A2         | Neuseeland | 32         |  |  |        |            |        |
|  | A3         | England    | 22         |  |  |        |            |        |
|  |            |            |            |  |  | A2     | Neuseeland | 34     |
|  |            |            |            |  |  | A1     | Australien | 20     |
|  | A1         | Australien | 52         |  |  |        |            |        |
|  | B1         | Fidschi    | 0          |  |  |        |            |        |
|  |            |            |            |  |  |        |            |        |

### Platzierungsspiele

#### Spiel um Platz 8
| 9. November | Samoa | 42 : 10 | Frankreich | Penrith Stadium, Sydney |
| 9. November |       |         |            | Penrith Stadium, Sydney |

#### Spiel um Platz 6
| 8. November | Schottland | 0 : 48 | Tonga | Browne Park, Rockhampton |
| 8. November |            |        |       | Browne Park, Rockhampton |

### Halbfinalqualifikationsspiel
| 10. November | Fidschi | 30 : 14 | Irland | Robina Stadium, Gold Coast |
| 10. November |         |         |        | Robina Stadium, Gold Coast |

### Halbfinale
| 15. November | Neuseeland | 32 : 22 | England | Suncorp Stadium, Brisbane |
| 15. November |            |         |         | Suncorp Stadium, Brisbane |

| 16. November | Australien | 52 : 0 | Fidschi | Sydney Football Stadium, Sydney |
| 16. November |            |        |         | Sydney Football Stadium, Sydney |

### Finale
| 22. November | Australien | 20 : 34 | Neuseeland | Suncorp Stadium, Brisbane |
| 22. November |            |         |            | Suncorp Stadium, Brisbane |

## Sonstiges
In Deutschland war das Turnier über den Streamingdienst Maxdome zu sehen.